# Boa Vista (sziget)
Boa Vista (portugálul: Ilha da Boa Vista) egy sziget a Zöld-foki Köztársaságban.

## Földrajz

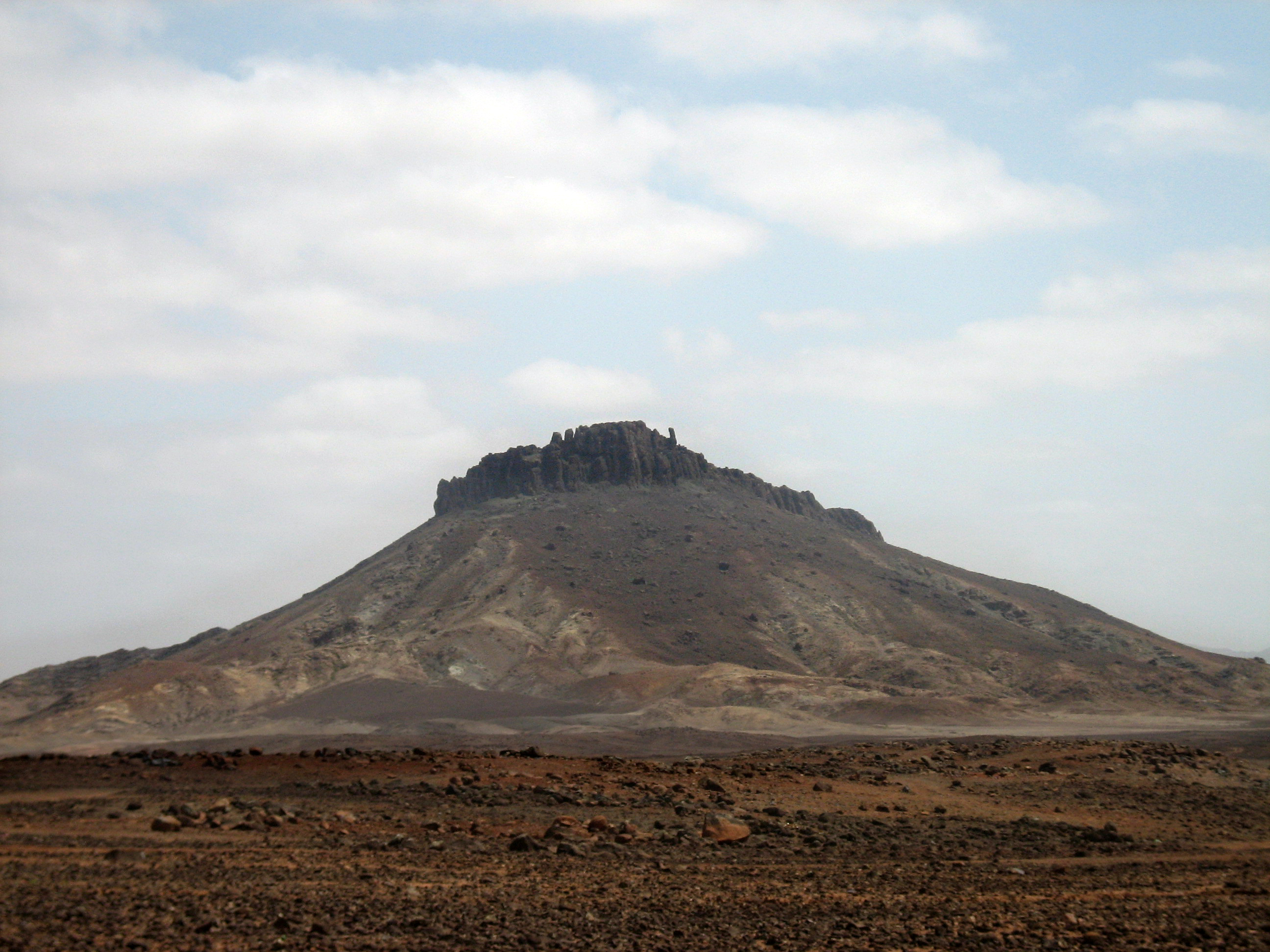
Santo António

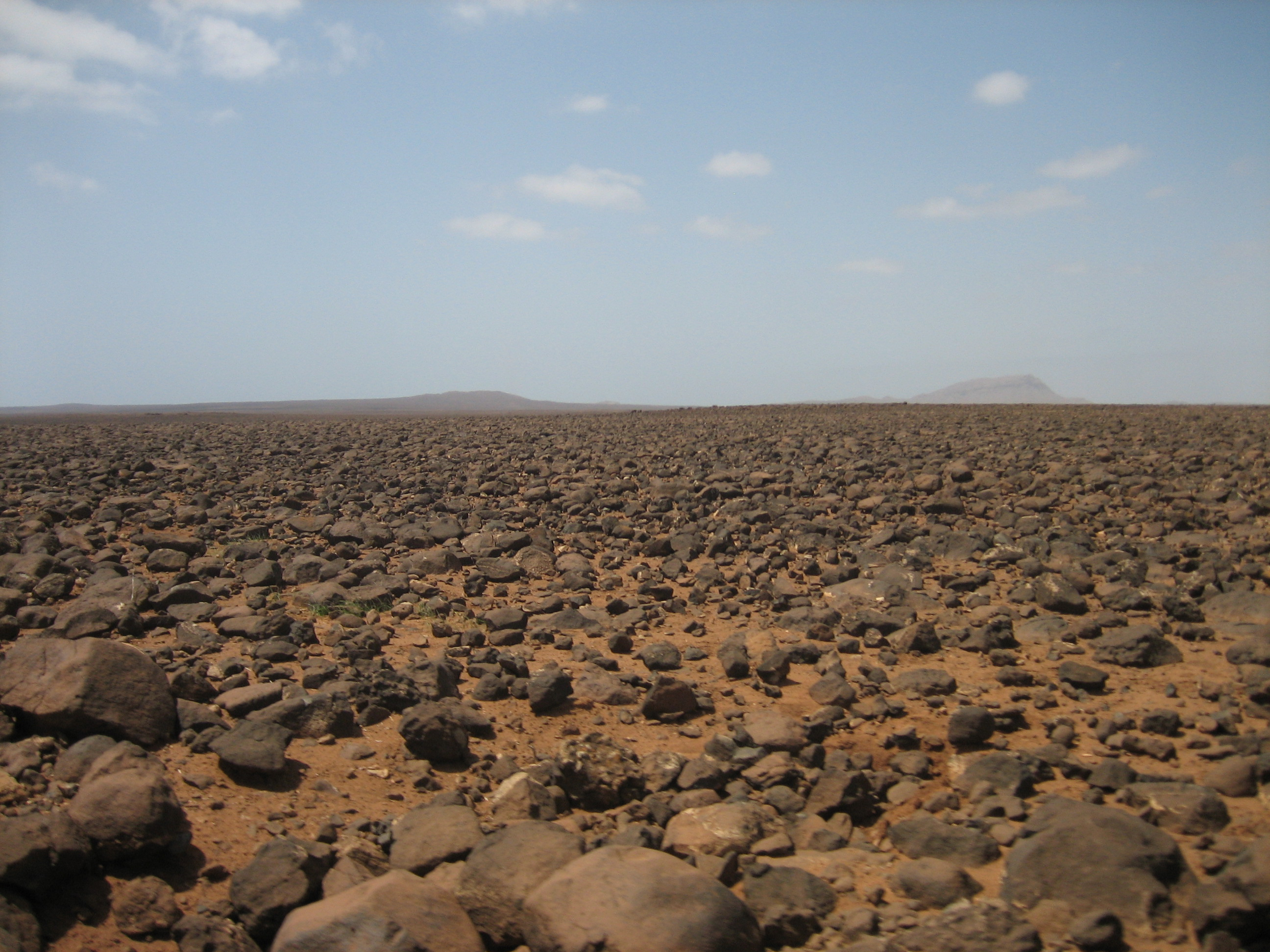
Sivatagi táj

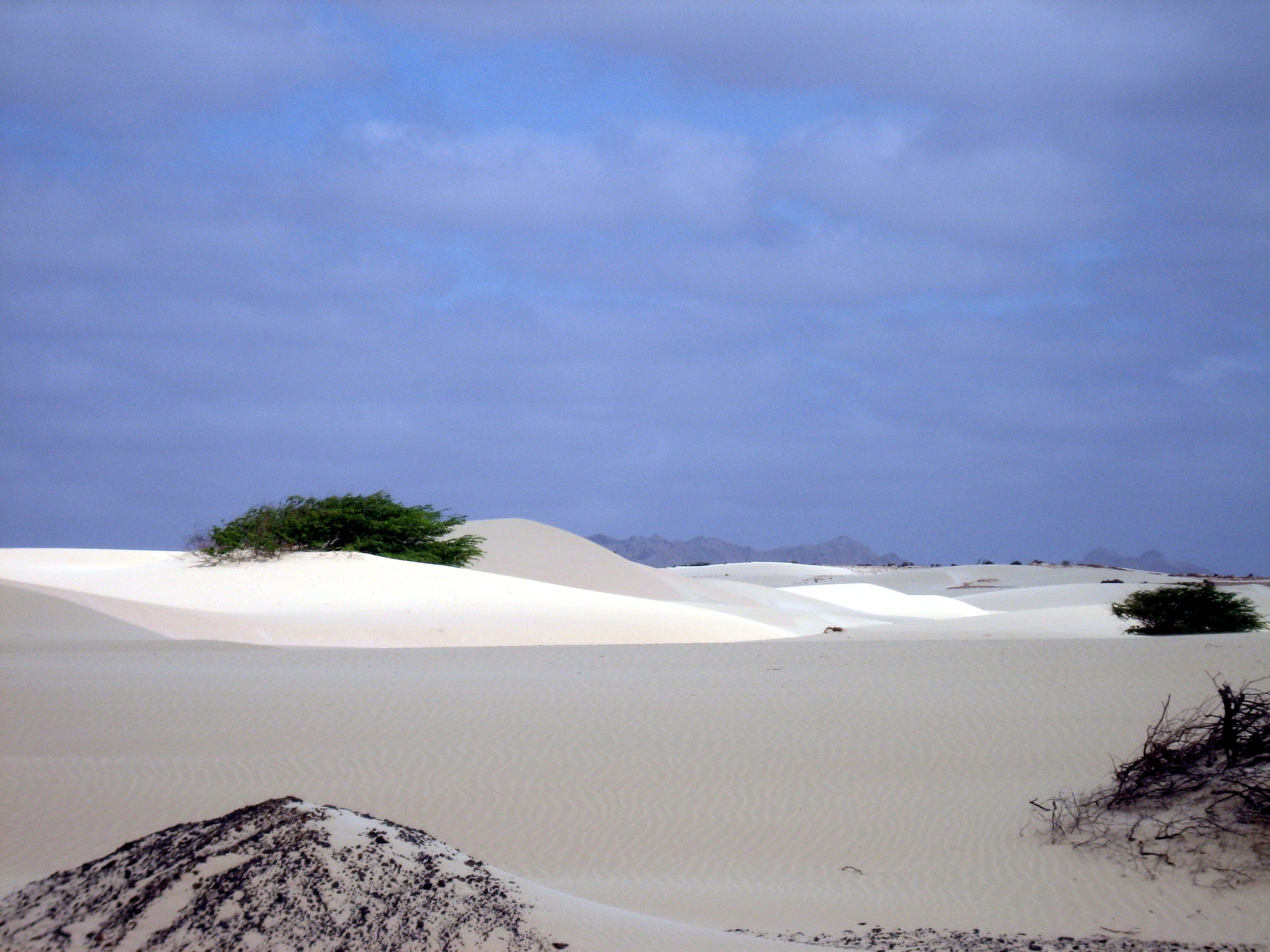
Homokdűnék

Boa Vista a Barlavento csoport és egyben Zöld-foki Köztársaság legkeletibb tagja. Területe alapján az ország harmadik legnagyobb szigete.
Észak-déli irányban kb 31 km, kelet-nyugati irányban 29 km. Afrika partjaitól 455 km -re fekszik. Legközelebbi szomszédja a Sal sziget mintegy 50 km-re északra.
A nagyrészt sivatag borította meglehetősen lapos sziget felszínét, csak néhány vulkáni kúp tagolja. Legmagasabb pontja Monte Estancia, magassága 387m. Jelentősebb hegyek még a Monte Negro (Fekete hegy), és a Santo António (Szent Antal). Partjait fehér homokos strandok övezik.
Éghajlatában csak enyhe szezonális ingadozások tapasztalhatók, a hőmérséklet 20 és 32 °C. A csapadék rendkívül kevés, és többnyire erős északkeleti szél fúj.

## Történelem
A szigetet 1460 körül fedezték fel Portugál hajósok. Nevének jelentése - gyönyörű kilátás. Kolombusz 1498-ban harmadik Amerikába vezető útján járt a szigeten. A korai időkről kevés információ áll rendelkezésre. 1620-ban angol telepesek kezdték meg a sziget déli részén található természetes sólepárlók kiaknázását. A viszonylagos jólét azonban nem tartott sokáig, mivel rendszeres kalóztámadások sújtották a kolóniát. A 19. század közepén, az állandósult aszályok, és az 1845-ös sárgaláz-járvány következtében a lakosság nagy része emigrált, a sziget elnéptelenedett.

## Gazdaság
A gazdaság eredetileg a mezőgazdaságon (külterjes állattenyésztés, halászat), majd a sókitermelésen alapult, mára ezek helyébe egyre inkább az idegenforgalom lép.
Fővárosában Sal Reiben kikötő üzemel és repülőtér működik. A sziget lakossága kb. 6000 fő, ez a legkisebb népesség az egész országban, és a népsűrűség is itt a legalacsonyabb.